# Госпич
Госпич (хорв. Gospić) — місто в Хорватії, адміністративний центр Лицько-Сенської жупанії, за 40 кілометрів від узбережжя Адріатики, за 65 км на північ від міста Задар. Головне місто гористого і малонаселеного історичного регіону Лика, розташованого між гірськими масивами Велебит і Плешевиця.

## Загальні відомості

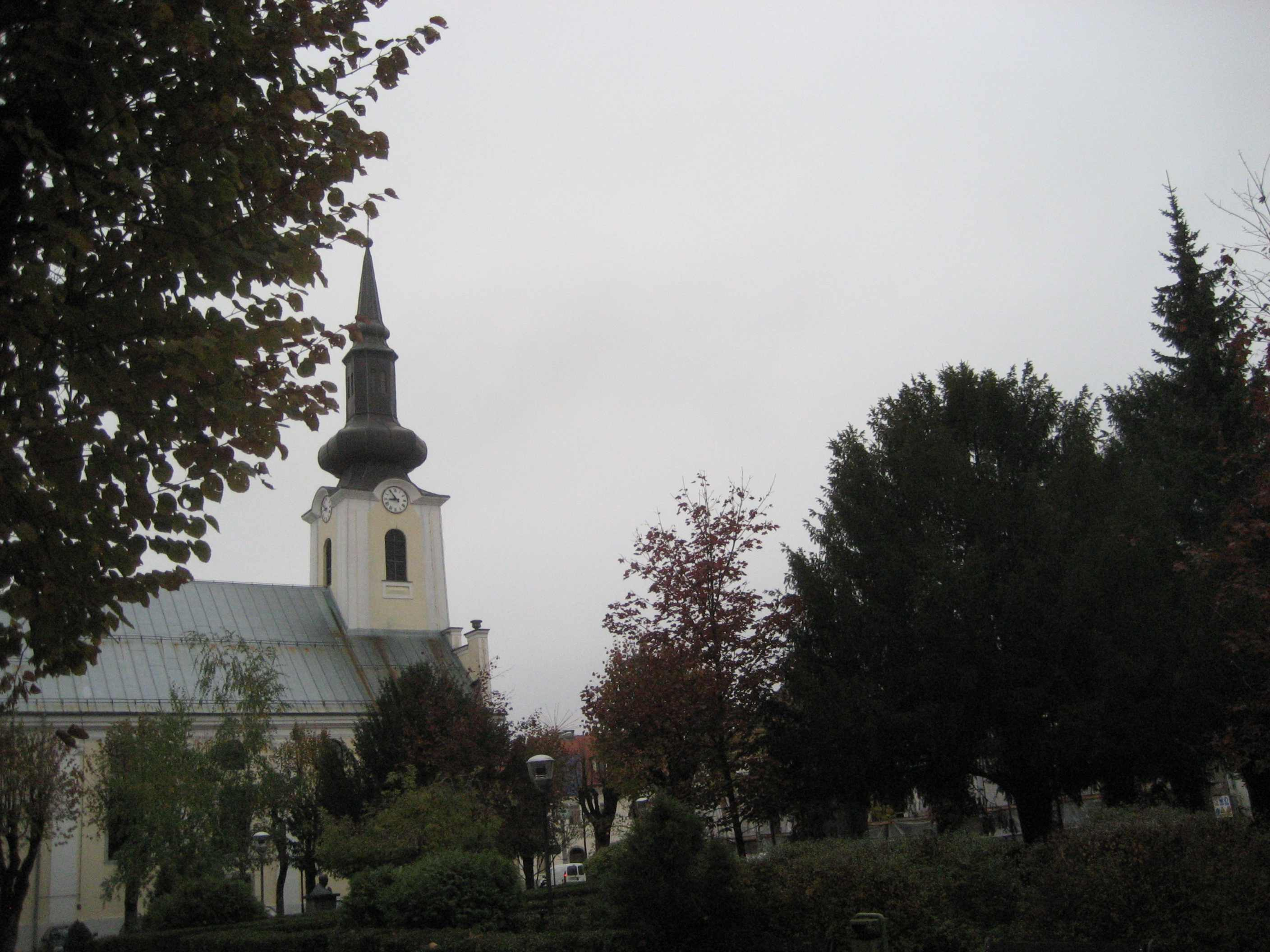
Госпицький собор

Населення - 5 695 осіб (2001). В окрузі проживає 12 980 осіб, що становить лише 46% від населення округу 1991 рік. Масовий відтік населення з Госпича та околиць був викликаний війною, розрухою в місті, а також переслідуваннями сербської меншини.
Поруч з містом проходить нове сучасне Адріатичне шосе (А1), що зв'язує місто з Задаром і столицею країни Загребом. Через місто проходить залізниця Спліт - Книн - Загреб.
Назва міста походить від хорватського слова «Gospa» («Пані», мається на увазі Діва Марія).
У селі Смілян неподалік від Госпича в 1856 народився знаменитий винахідник Нікола Тесла, а в самому місті в 1823 хорватський політик і письменник Анте Старчевич.

## Історія
Перше поселення на місці Госпича було засноване в 1263 році і було відоме як Касег.
Перша згадка назви Госпич датується 1605 роком, в XVII ст. місто було зайняте турками, а в кінці XVII ст. - австрійцями, після чого став частиною Війна Країни - укріпленого регіону Габсбурзької імперії, утвореного для захисту від турків.
У Госпичі, як і у всій Лиці, традиційно проживало змішане хорватсько-сербське населення.
За даними перепису 1991 року хорвати становили 63% населення міста, серби - 32%.
Після розпаду Югославії і проголошення незалежності Хорватії в 1991  в регіоні спалахнула війна між хорватами і сербами Сербської Країни. Госпич, що утримувався хорватами і піддавався жорстоким бомбардуванням сербів, дуже серйозно постраждав.
Бомбардування міста були припинені тільки після контрнаступу хорватів в 1993 р. (Операція «Медакська кишеня»). Пізніше проти декількох учасників цієї операції були висунуті звинувачення у знищенні і вигнанні мирного сербського населення.
За даними перепису 2001 р. серби склали лише 5% населення міста, втім відтік хорватського населення з міста також був дуже значний.

## Населення
Населення громади за даними перепису 2011 року становило 12 745 осіб, 2 з яких назвали рідною українську мову. Населення самого поселення становило 6 575 осіб.
Динаміка чисельності населення громади:
Динаміка чисельності населення центру громади:

## Населені пункти
Крім поселення Госпич, до громади також входять:
- Алексиниця
- Барлете
- Билай
- Брезик
- Брушане
- Будак
- Бужим
- Дебело Брдо I
- Дебело Брдо II
- Дивосело
- Донє Пазарище
- Дреноваць-Радуцький
- Калиновача
- Канижа-Госпицька
- Кланаць
- Крущиця
- Крушковаць
- Кукліч
- Лицький Читлук
- Лицький Новий
- Лицький Осик
- Лицький Рибник
- Мала Плана
- Медак
- Могорич
- Мушалук
- Новосело-Білайсько
- Новосело-Трновацько
- Орниці
- Острвиця
- Отеш
- Павловаць-Вребацький
- Почитель
- Подастрана
- Подоштра
- Поповача-Пазариська
- Растока
- Ризвануша
- Смилян
- Смилянсько Полє
- Широка Кула
- Трноваць
- Ваганаць
- Велика Плана
- Великий Житник
- Врановине
- Вребаць
- Заводже
- Жабиця

## Клімат
Середня річна температура становить 8,79°C, середня максимальна – 22,81°C, а середня мінімальна – -7,40°C. Середня річна кількість опадів – 1165,00 мм.
| Клімат поселення                              | Клімат поселення | Клімат поселення | Клімат поселення | Клімат поселення | Клімат поселення | Клімат поселення | Клімат поселення | Клімат поселення | Клімат поселення | Клімат поселення | Клімат поселення | Клімат поселення | Клімат поселення |
| Показник                                      | Січ.             | Лют.             | Бер.             | Квіт.            | Трав.            | Черв.            | Лип.             | Серп.            | Вер.             | Жовт.            | Лист.            | Груд.            |                  |
| Середній максимум, °C                         | 5,96             | 7,36             | 10,84            | 14,95            | 19,53            | 22,80            | 22,81            | 22,48            | 18,52            | 14,16            | 8,87             | 4,80             |                  |
| Середня температура, °C                       | −0,71            | 0,67             | 4,16             | 8,29             | 12,84            | 16,11            | 18,22            | 17,90            | 13,95            | 9,58             | 4,29             | 0,22             |                  |
| Середній мінімум, °C                          | −7,4             | −6,02            | −2,54            | 1,57             | 6,14             | 9,44             | 13,66            | 13,32            | 9,36             | 4,99             | −0,29            | −4,36            |                  |
| Норма опадів, мм                              | 91               | 87               | 86               | 89               | 80               | 78               | 47               | 69               | 122              | 137              | 156              | 123              |                  |
| Середньомісячна швидкість вітру, м/с          | 2.49             | 2.60             | 2.81             | 2.71             | 2.46             | 2.27             | 2.24             | 2.16             | 2.28             | 2.44             | 2.75             | 2.75             |                  |
| Середньомісячна сонячна радіація, кДж/м²·день | 4550             | 7325             | 10698            | 15329            | 19476            | 21463            | 23421            | 20006            | 14654            | 9278             | 4873             | 3788             |                  |
| --------------------------------------------- | ---------------- | ---------------- | ---------------- | ---------------- | ---------------- | ---------------- | ---------------- | ---------------- | ---------------- | ---------------- | ---------------- | ---------------- | ---------------- |
| Джерело:                                      |                  |                  |                  |                  |                  |                  |                  |                  |                  |                  |                  |                  |                  |

## Відомі люди
Ковачевич Фердинанд (хорв. Ferdinand Kovačević; 25 квітня 1838, Смільян біля м. Госпич, Австрійська імперія — 27 травня 1913),  — хорватський електротехнік, спеціаліст в галузі електротелеграфії, винахідник. Один з піонерів телеграфії.